# 県人寮

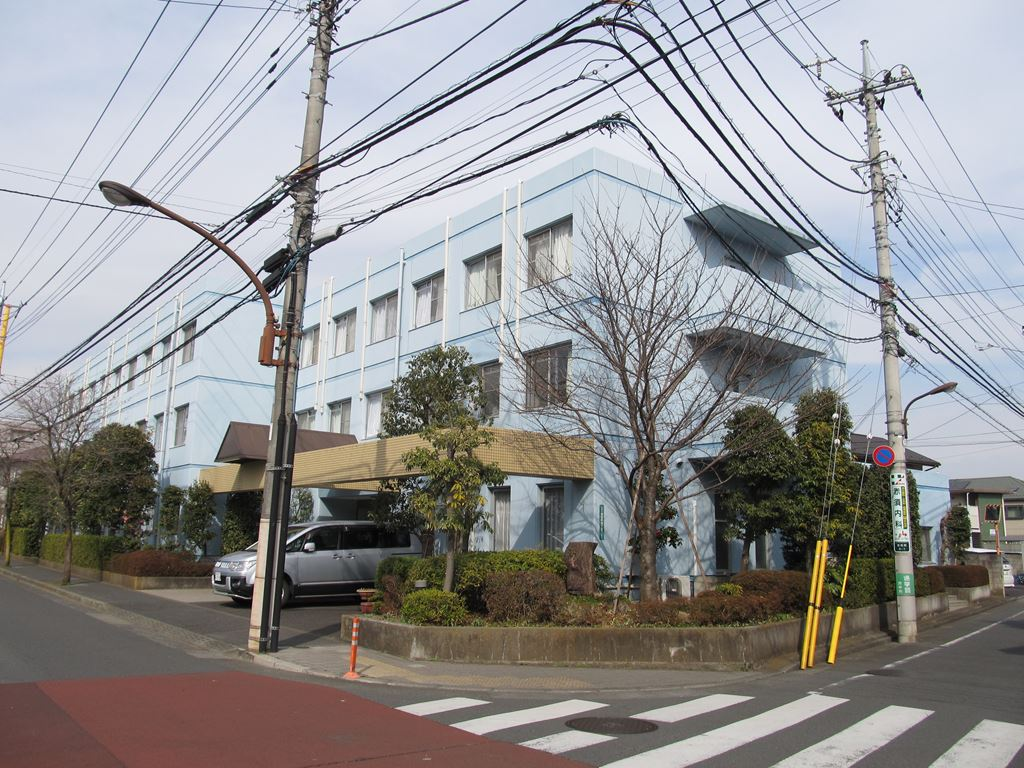
富山県学生寮

県人寮（けんじんりょう）は、その道府県の出身者限定の学生寮。その都道府県の育英会が運営・管理している場合が多い。「県民寮」ともいう。
都内近郊の大学へ通う学生のため、主に首都圏、特に東京都文京区に所在している寮が多い。島根県育英会のように大阪府吹田市に設置している例もある。また首都圏に通学可能な神奈川県、千葉県、埼玉県などは寮を設置していない。また男子限定としている寮が大半である。
学生が減少する一方、建物が老朽化しているものも多く、新築・改築費用の目処がたたず廃寮する寮も出てきている。県人寮は裕福な篤志家が同郷の青年のために自らの邸宅を寄贈するといった例も多く、都心の一等地の広い敷地に建ぺい率において余裕をもって建てられている場合がある。群馬県の上毛学舎や奈良県の養徳学舎のように、敷地の一部分を民間に貸与することで建設費を賄い、県の負担を少なく建て替えに成功した事例もある。

## 各都道府県の県人寮
（）内は所在地

### 北海道
- 北海道 - 北海寮（東京都練馬区）

### 東北地方
- 青森県 - 青森県学生寮（東京都小平市） - 2029年3月末で廃止予定[3]
- 岩手県 - 岩手県学生会館（東京都豊島区）
- 秋田県 - 秋田県育英会東京寮（東京都世田谷区）、ビューリー千秋（神奈川県川崎市）
- 山形県 - やまがた育英会寮（東京都文京区、東京都板橋区）、東京興譲館（東京都調布市、置賜地方出身者）、仙台興譲館（宮城県仙台市、置賜地方出身者）
- 福島県 - 会津学生寮（東京都文京区、会津地方出身者または父兄が会津に居住）、いわき市潮学生寮（神奈川県川崎市）

### 関東地方
関東地方は東京に比較的近いこともあり、県内に都心通学圏がある県では県内に所在している場合もあった。
- 茨城県 - 水戸育英会学生寮（東京都世田谷区）
- 栃木県 - 栃木県東京学生寮（東京都目黒区）
- 群馬県 - 上毛学舎（東京都世田谷区）

### 中部地方
- 富山県 - 富山県学生寮（東京都府中市）、明倫学館（東京都文京区）、高岡市学生寮（東京都小金井市）
- 石川県 - 石川県学生寮（旧・久徴館、東京都文京区）、明倫学館（東京都文京区）- 2015年に両寮統合し、石川富山明倫学館と改名。
  - 明倫学館は加賀藩由来のため、両県の学生が利用できる。
- 福井県 - 福井県ゆかりの男子学生寮（東京都新宿区）[4]、明倫学舎（東京都武蔵野市）
- 山梨県 - 山梨共修社（東京都文京区）[5]
- 長野県 - 信濃育英会信濃学寮（東京都杉並区）、信陽舎（東京都武蔵野市）、千曲寮（東京都三鷹市、2025年3月閉鎖予定）、みすゞ学生会館（東京都杉並区）
- 新潟県 - 小千谷奨学会学生寮（東京都杉並区、本人または保護者が小千谷市住民の方）[6]
- 岐阜県 - 岐阜県学寮（東京都文京区）、岐阜県学生会館（東京都八王子市）
- 静岡県 - 富士寮（東京都文京区、2025年3月閉鎖予定[7]）
- 愛知県 - 愛知学生会館（東京都文京区）、三河郷友会学生会館（東京都文京区）

### 近畿地方
- 大阪府 - 泉州会館東京学生寮（東京都世田谷区）[8]
- 滋賀県 - 湖国寮（東京都武蔵野市）
- 兵庫県 - 尚志館（東京都渋谷区）
- 奈良県 - 養徳学舎（東京都文京区）
- 和歌山県 - 和歌山県奨学会東京学生寮（東京都調布市）

### 中国地方
- 鳥取県 - 明倫館（東京都世田谷区）、清和寮（東京都豊島区）
- 島根県 - 大阪学生会館（大阪府吹田市）
- 岡山県 - 岡山県育英会東京寮（東京都港区）、備中館（東京都文京区）、精義塾（東京都文京区）、鶴山館（東京都西東京市）
- 広島県 - 誠之舎（東京都文京区）
- 山口県 - 岩陽学舎（東京都大田区、岩国市・柳井市在住の方）

### 四国地方
- 香川県 - 香川育英会東京学生寮（東京都港区）
- 愛媛県 - 東予学舎（東京都調布市）、常盤学舎（東京都東久留米市、中予地区出身のみ）、南予明倫館（東京都小金井市、南予地区出身のみ）、肱水舎（東京都三鷹市）
- 高知県 - 東京土佐寮（東京都三鷹市）

### 九州地方
- 福岡県 - 福岡県学生会館(横浜市青葉区)
- 佐賀県 - 久敬社（神奈川県川崎市、唐津地区中心）、松涛学舎（東京都小金井市、佐賀市地区中心）
- 熊本県 - 有斐学舎（東京都小平市）[9]
- 宮崎県 - 宮崎県東京学生寮（東京都千代田区）
- 鹿児島県 - 岩崎学生寮（東京都世田谷区）、鹿児島奨学会同学舎（東京都日野市）

### 琉球諸島
- 沖縄県 - 南灯寮（東京都狛江市）、沖英寮（東京都世田谷区）、大阪寮（大阪府吹田市）

### 廃止された県人寮
- 宮城県 - 仙台育英会五城寮（戦前は東京都豊島区、戦後は品川区）
宮城県以外の旧伊達藩域出身の学生も利用できた。
- 埼玉県 - 砂土原寮（東京都新宿区）[10]
- 長野県 - 長野県学生寮(浦和寮　平成19年廃寮)、信州学生協会信濃寮（東京都小金井市、2021年3月31日廃寮[11]）
- 高知県 - 土佐塾（京都府京都市、2010年3月31日廃寮[12]）
- 沖縄県 - 沖縄学生会館（千葉県習志野市）